# Victor von Matuschka
Victor Maria Graf von Matuschka (* 13. Juni 1824 in Alt-Lässig, Kreis Waldenburg, Provinz Schlesien; † 7. Juli 1909 in Breslau, Provinz Schlesien) war ein deutscher Politiker.

## Leben
Matuschka studierte Rechtswissenschaften und Staatswissenschaften in Breslau sowie Forstwissenschaft an der Forstakademie Eberswalde. Er war von 1849 bis 1873 im Staatsdienst tätig.
Von 1873 bis 1893 war er für den Wahlkreis Oppeln 2 (Oppeln) Mitglied im Preußischen Abgeordnetenhaus. Er gehörte der Deutschen Zentrumspartei an.
Seit 1877 war er Ehrenmitglied der Katholischen Studentenverbindung KDStV Winfridia Breslau im CV.